# Tomb Raider (franciză)
Tomb Raider este o serie de jocuri și filme a căror protagonistă este personajul Lara Croft, o arheologă foarte atrăgătoare și mereu în căutare de comori pierdute (asemănătoare personajului Indiana Jones). De menționat ca imaginea Larei Croft degradează ideea de arheolog clasic și ea se bazează mai mult pe distrugerea locurilor în care se găsesc obiectele arheologice, deși succesul jocurilor video compensează într-un fel comportamentul distructiv, prin interesul în masă pe care îl atrage asupra seriei.

## Jocurile video

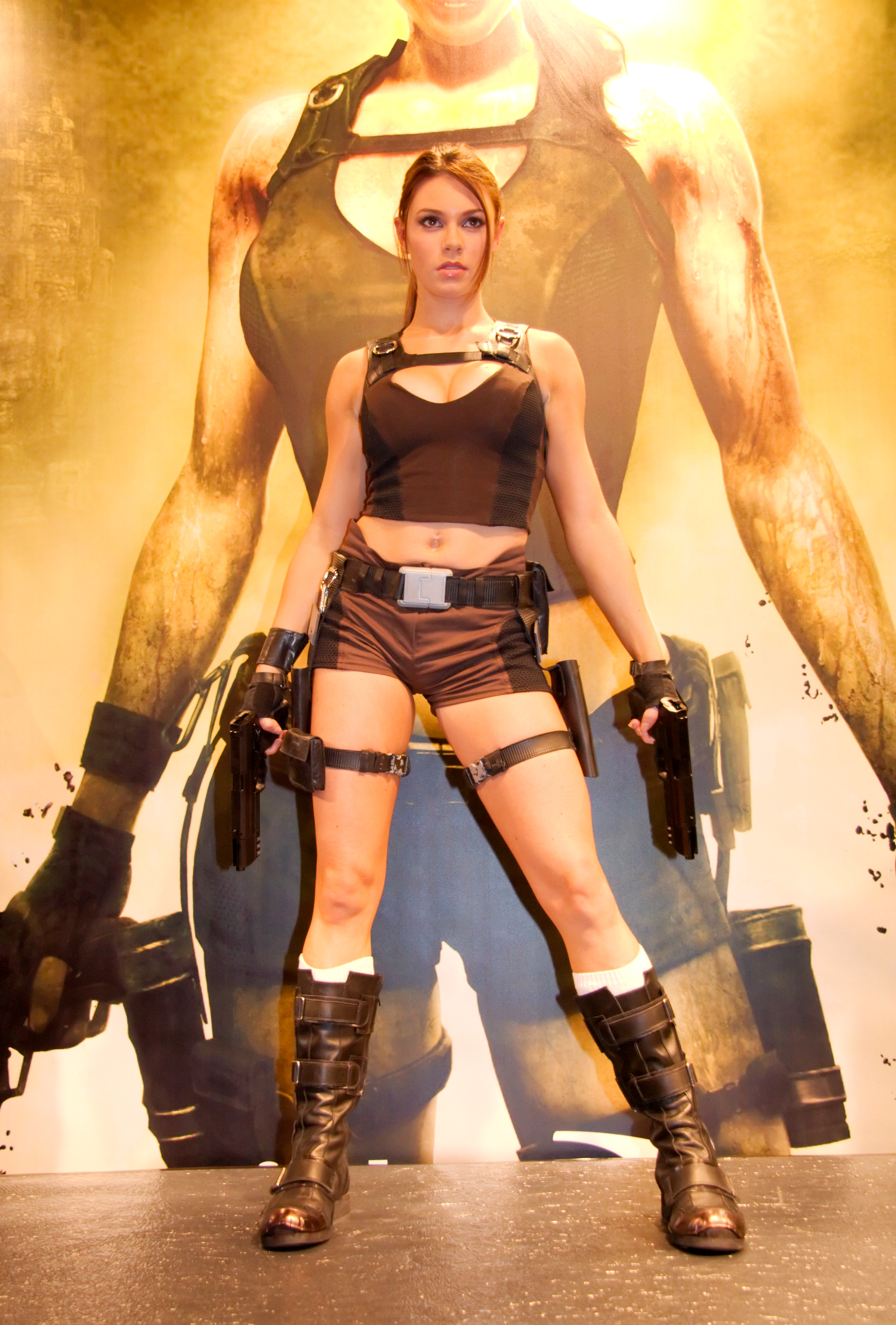
Alison Caroll, modelul oficial al personajului Lara Croft

Primul joc a fost produs pentru Sony PlayStation, Sega Saturn și PC. A fost unul din jocurile care a ținut Sony PlayStation în topul pieței pe perioada lansării.
Jocul este 3D, prezentând o lume plină de morminte și locații uimitoare, prin care jucătorul trebuie să o ghideze pe Lara, omorând creaturi și animale periculoase, adunând obiecte arheologice și rezolvând puzzle-uri în același timp. În ultimele jocuri, Lara se confruntă mai mult cu oameni, iar acest lucru a determinat apariția unor comentarii din partea fanilor care consideră că jocurile au devenit prea violente.
Jocul este un third-person shooter deoarece Lara este întotdeauna vizibilă. Camera jucătorului o urmărește, din spate sau de peste umărul acesteia. Jocul este caracterizat de o lume cubică în care Lara conviețuiește, fiecare pervaz, perete și tavan din joc se unește într-un unghi de 90 de grade, designerii folosindu-se de efecte grafice pentru a face acest lucru mai puțin evident. Utilizarea acestui sistem de unghiuri drepte poate fi motivată de faptul că cei care au creat jocul au fost nevoiți să treacă de la platforma 2D și să o extindă la cea de 3D, jocul Tomb Raider reamintindu-ne de jocuri 2D mai vechi cum ar fi Prince Of Persia, Out of this World, sau Flashback. Aceste jocuri erau bazate pe curse contra cronometru intercalate cu dueluri cu inamicii.
Fiecare versiune de joc a adăugat primului joc o serie de arme și mișcări noi. Lara poate să stea agățată de o funie de pe care să sară în spate în aer, să se întoarcă și să stea agățată de o scară care se află în spate, toate acestea în timp ce ea trage cu pistoalele. De asemenea poate să sară cap în apă, sau poate să facă un număr acrobatic pe marginea unui pervaz, ridicându-se în două mâini. În Tomb Raider 5 au fost introduse două mișcări noi, Lara putând trece în picioare peste o funie întinsă deasupra unei gropi, iar stând jos pe marginea unui pervaz se poate da peste cap, lucruri ce nu erau posibile în TR 4.
De asemenea în fiecare versiune a jocului Lara poartă altă îmbrăcăminte, având totuși o singură îmbrăcăminte utilizată mai frecvent, cea de pe coperta jocurilor cu numărul 1-5. Înainte de apariția jocului Tomb Raider: The Angel Of Darkness acest costum cu bluză verde mulată, pantaloni scurți bej, ciorapi albi și bocanci a fost scos la licitație în scopuri caritabile, nemaiputând fi utilizat de producători în jocurile Tomb Raider: The Angel Of Darkness sau Tomb Raider: Legend.

## Lista jocurilorTomb Raider
Harta cu locurile vizitate în jocurile video de Lara Croft:
| Harta Tomb Raider Jocuri video: Tomb Raider / Anniversary Tomb Raider II Tomb Raider III Tomb Raider: The Last Revelation Tomb Raider Chronicles Tomb Raider: The Angel of Darkness Tomb Raider: Legend Tomb Raider: Underworld Fișier:Locator Solid red.svg Tomb Raider (2012) Vilcabamba Grecia Egipt Atlantida Maria Doria Veneția Marele Zid Chinezesc Tibet Anglia Antarctica Pacific India Nevada Angkor Wat Roma New York Irlanda Zapadnaia Lița Praga Paris Tiwanaku Paraíso Japonia Ghana Nepal Kazakhstan Thailanda Mexic Jan Mayen Marea Andaman Marea Arctică Fișier:Locator Solid red.svg |

### Tabel statisic
Următoarele jocuri au fost lansate până acum, lista este în ordine cronologică:
Jocurile Principale
- Tomb Raider (1996) - Sega Saturn, PlayStation, MS-DOS, N-Gage, Pocket PC, Mac Statistic: US-Nr.1, UK-Nr.1
  - Tomb Raider: Shadow of the Cat & Unfinished Business (1998) - expansiune pentru Tomb Raider, Windows, Mac
- Tomb Raider II (1997) - PlayStation, PC, Mac, Statistic: US-Nr.3
  - Tomb Raider II: The Golden Mask (1999) - expansiune pentru Tomb Raider II, PC, Mac
- Tomb Raider III (1998) - PlayStation, PC, Mac, Statistic: Us-Nr.4
  - Tomb Raider: The Lost Artifact (2000) - PC, Mac - joc bonus separat comparabil cu expansiunile pentru TR I și II
- Tomb Raider: The Last Revelation (1999) - PlayStation, Dreamcast, PC, Mac Statistic: US-Nr.1, UK-Nr.1, EU-Nr.1
  - Tomb Raider: The Times Exclusive (1999) - PC - joc bonus separat creat de cei de la Core și revista The Times pentru a celebra aniversarea descoperirii mormântului lui Tutankhamon (echivalent cu expansiunile)
- Tomb Raider Chronicles (2000) - PlayStation, Dreamcast, PC, Mac Statistic: US-16
  - Tomb Raider Level Editor - PC - Versiunea Pc are inclusă un CD cu Editorul de nivele, echivalent cu expansiunile
- Tomb Raider: The Angel of Darkness (2003) - PlayStation 2, PC, Mac, Statistic: US-27, UK-15
- Lara Croft Tomb Raider: Legend (2006) - PlayStation 2, Xbox, Xbox 360, PC, PSP, GCN Statistic: US-Nr.2, UK-Nr.1, Eu-Nr.2
  - Tomb Raider: Legend (2006) - o versiune 2D pentru Game Boy Advance
  - Tomb Raider: Legend (2006) - o versiune 2.5D pentru Nintendo DS
  - Lara Croft Tomb Raider: Legend (2006) - ExEn/Java
- Lara Croft Tomb Raider: Anniversary (2007) - PlayStation 2, Windows, Mac, PSP, Wii și Xbox 360
- Tomb Raider: Underworld (2008) - Windows, Xbox 360, PS3, PS2, Wii și Nintendo DS
- Tomb Raider (2013) - Microsoft Windows, PlayStation 3, Xbox 360
- "Rise Of The Tomb Raider 2015 - Microsoft Windows, PlayStation 4 , Xbox One
- Shadow of the Tomb Raider (2018)- Microsoft Windows, PlayStation 4, Xbox One

### Alte jocuri
Aceste jocuri nu sunt parte din seria principală de jocuri, ele fiind ori pentru console mobile, telefon mobil sau jocuri derivate.
| Anul | Titlul                               | Platform a                                          |
| ---- | ------------------------------------ | --------------------------------------------------- |
| 2000 | Tomb Raider (2000 video game)        | Game Boy Color                                      |
| 2001 | Tomb Raider: Curse of the Sword      | Game Boy Color                                      |
| 2002 | Tomb Raider: The Prophecy            | Game Boy Advance                                    |
| 2003 | Tomb Raider: The Osiris Codex        | Java ME                                             |
| 2004 | Tomb Raider: Quest for Cinnabar      | Java ME                                             |
| 2004 | Tomb Raider: Elixir of Life          | Java ME                                             |
| 2006 | Tomb Raider: Puzzle Paradox          | Java ME                                             |
| 2010 | Lara Croft and the Guardian of Light | PlayStation Network, Xbox Live Arcade, Windows, iOS |

### Editorul de nivele Tomb Raider
Editorul de nivele Tomb Raider, Room Editor (în traducere Editorul de Încăperi), este un instrument lansat de Eidos împreună cu ultimul joc ce mai folosea încă mootrul grafic al primului joc Tomb Raider, respectiv Tomb Raider Chronicles. Toate acestea se întâmplau în anul 2000 dar mai târziu jocul a devenit disponibil gratuit pe internet. De atunci, fanii și jucătorii din întreaga lume pot să își facă propriile nivele (după nivelele din jocurile originale sau creații noi) în care să joace cu Lara.

### Lara Croft Tomb Raider: The Action Adventure
În anul 2006 a fost lansat Un DVD interactiv de către firma Bright Entertainment  Arhivat în 26 mai 2008, la Wayback Machine. sub licență Eidos, el numindu-se Lara Croft Tomb Raider: The Action Adventure. Jocul se folosește pe orice DVD-player normal, beneficiind de calitățile grafice și audio ale acestuia, și nu în ultimul rând de telecomandă. Jocul urmează povestea din The Angel of Darkness, dar conține în plus și anumite puzzle-uri ce trebuie rezolvate.

## Muzica
Instrumenația de bază pentru muzica din toate jocurile este de tip orchestrală, deși cu fiecare joc ea suferă mici modificări de stil. Aproape toată muzica din Tomb Raider a fost creată cu ajutorul tehnologiei electronice (instrumente și sintetizatoare electronice), totuși muzica din Tomb Raider: Îngerul Întunericului a fost compusă cu ajutorul unei orchestre adevărate, respectiv Orchestra Simfonică din Londra.
| Date/Jocul              | Tomb Raider (1996)           | Tomb Raider II           | Tomb Raider III                               | Tomb Raider: The Last Revelation | Tomb Raider Chronicles | Tomb Raider: The Angel of Darkness                                    | Tomb Raider: Legend                      | Tomb Raider: Anniversary | Tomb Raider: Underworld        | Tomb Raider (2012)                                |
| ----------------------- | ---------------------------- | ------------------------ | --------------------------------------------- | -------------------------------- | ---------------------- | --------------------------------------------------------------------- | ---------------------------------------- | ------------------------ | ------------------------------ | ------------------------------------------------- |
| Stilul general          | Muzica clasică, Mister Antic | Muzica clasică, Fantezie | Muzica clasică, Aventură                      | Antic, Mitic                     | Militar, Frică         | Obscur, Urmărire                                                      | World music/Muzica lumii, Modern         | Dramatic, Atmosferic     | Călătorie, Urmărire, Relaxare  | Tulburătoare, încă Familiar                       |
| Compozitor principal    | Nathan McCree                | Nathan McCree            | Nathan McCree                                 | Peter Connelly                   | Peter Connelly         | Peter Connelly                                                        | Troels B. Folmann                        | Troels B. Folmann        | Colin O'Malley                 | TBA                                               |
| Colaboratori            | Martin Iveson                | n/a                      | Martin Iveson, Peter Connelly și Matthew Kemp | n/a                              | n/a                    | Martin Iveson, Peter Wraight (orchestrator) and David Snell (dirijor) | n/a                                      | n/a                      | Troels B. Folmann (supervizor) | TBA, Aleksandar Dimitrijevic (muzica din trailer) |
| Durata temei principale | 3:15                         | 2:46                     | 2:18                                          | 2:17                             | n/a                    | 3:08                                                                  | 2:20                                     | 3:37                     | 3:33                           | n/a                                               |
| Întinderea materialului | ~17 minute                   | ~19 minute               | ~35 minute                                    | ~18 minute                       | ~16 minute             | ~51 minute                                                            | ~180 minute (segmente repetate în buclă) | ~56 minute               | ~110 minute                    | n/a                                               |

## Filme
Ideea de Tomb Raider a fost extinsă dincolo de limita unui joc video, aducând în 2001 filmul Lara Croft: Tomb Raider iar în 2003 urmarea acestuia, Lara Croft Tomb Raider: Leagănul Vieții, amândouă având ca protagonistă pe actrița Angelina Jolie. Se zvonește apariția unui nou film Tomb Raider în care Lara va fii interpretată în continuare de Angelina Jolie.
Majoriatea fanilor Tomb Raider consideră că filmul este o adaptare nereușită a jocului, deși Angelina Jolie a fost considerată ca fiind actrița ideală pentru rolul unei britanice ca Lara Croft. A fost planificată o a treia parte care urma să fie lansată spre sfârșitul lui 2004, dar a fost întreruptă datorită profitului mic pe care l-a adus Leagănul Vieții.
GK Films a cumpărat drepturile asupra producerii filmului și pregătesc lansarea unei povești despre originile Larei, undeva în 2013. Mark Fergus și Hawk Ostby au fost angajați ca scenariști pentru film.
În 2018 filmul intitulat simplu "Tomb Raider" a apărut în cinematografe. În rolul principal fiind actrița suedeză Alicia Vikander. Filmul prezintă o reimaginare a evenimentelor din Tomb Raider (2013), dar și din Rise of the Tomb Raider (2015).

## Vezi și
- Lume pierdută (temă SF)